# Филиппов, Сергей Александрович
Серге́й Алекса́ндрович Фили́ппов (род. 29 января 1967) — советский и российский футболист, защитник.

## Карьера
Воспитанник московского «Торпедо», выступал за дублирующий состав клуба. В 1986—1990 годах защищал цвета рязанского «Торпедо». В 1991 году перешёл в «Ростсельмаш», за который в Высшей лиге дебютировал 29 марта 1992 года в матче против «Шинника» (2:0). В 1995 году вернулся в рязанский клуб. Завершил карьеру в 2001 году в «Агрокомплекте».

## Достижения
- Серебряный призёр Первого дивизиона России: 1994
- Бронзовый призёр зоны «Центр» Второго дивизиона России (2): 1997, 1998
- Бронзовый призёр 1-й зоны Второй лиги СССР (2): 1988, 1989